# Omey
Omey ist eine französische Gemeinde mit 201 Einwohnern (Stand: 1. Januar 2022) im Département Marne in der Region Grand Est (vor 2016: Champagne-Ardenne). Die Gemeinde gehört zum Arrondissement Châlons-en-Champagne und zum Kanton Châlons-en-Champagne-3. Die Einwohner werden Omyats genannt.

## Geographie
Omey liegt etwa 17 Kilometer südsüdöstlich des Stadtzentrums von Chalons-en-Champagne am Fluss Marne, der die Gemeinde im Südwesten begrenzt. Umgeben wird Omey von den Nachbargemeinden Pogny im Westen und Norden, Francheville im Nordosten sowie La Chaussée-sur-Marne im Osten und Süden.
Durch die Gemeinde führt die Route nationale 44.

## Bevölkerungsentwicklung
| Jahr                       | 1962 | 1968 | 1975 | 1982 | 1990 | 1999 | 2006 | 2011 | 2019 |
| Einwohner                  | 365  | 356  | 376  | 313  | 304  | 256  | 249  | 237  | 205  |
| Quellen: Cassini und INSEE |      |      |      |      |      |      |      |      |      |

## Sehenswürdigkeiten
- Kirche Saint-Pierre